# Ptahemhat Ty
Ptahemhat Ty est un grand prêtre de Ptah de Memphis qui a vécu à la fin de la XVIIIe dynastie, notamment sous les règnes de Toutânkhamon et d'Aÿ.

## Généalogie
Ptahemhat est le fils d'un certain Hori, un père divin de Ptah.
Il a eu deux fils avec une épouse restée pour le moment anonyme. L'un d'eux s'appelle Say et est prêtre ritualiste et père divin dans le temple de Bastet. Il apparaît sur une stèle de Ptahemhat conservée au British Museum ainsi que sur un relief conservé au Musée égyptien de Berlin.

## Carrière
Les titres de Ptahemhat indiquent des fonctions classiquement occupée par les grands prêtres de Memphis. Outre son titre honorifique de noble, il est :
- Trésorier du roi, étant donc à la tête des finances royales.
- Yeux du roi en Haute-Égypte et oreilles du roi en Basse-Égypte, titre qui qualifie le rôle de messager royal dans tout le pays.

Il a probablement reçu ces fonctions à son accession au pontificat car Ptahmose II et Méryptah ses prédécesseurs immédiats ont également rempli ces rôles dans le gouvernement de Pharaon.
Sur le plan religieux nous ne connaissons que ses deux principaux titres de grand prêtre :
- Prêtre Sem.
- Grand des chefs des artisans.

En raison d'un déficit de document à son nom on ne peut actuellement en connaître davantage sur la carrière de Ptahemhat. Il est fort probable que la position importante de père divin de Ptah de son père lui a permis d'accéder tôt à la prêtrise du dieu des artisans. Son fils Say est également parvenu à la fonction de père divin mais cette fois de la déesse Bastet. Tout indique que Ptahemhat appartient donc à une famille de prêtre memphite.
Parmi les objets au nom de Ptahemhat on citera notamment :
- La stèle conservée au British Museum sur laquelle apparaît son fils alors encore uniquement prêtre ritualiste de Bastet[1]. Les deux personnages sont représentés face à face, le père assis devant une table d'offrande qui le sépare de son fils représenté debout tenant un encensoir. Cette stèle a été découverte à Saqqarah non loin de la nécropole du Bubasteïon où Say devait officier. Il est possible que la tombe de son père y soit localisée comme d'autres tombeaux de cette période mis au jour dans la falaise qui surplombait le sanctuaire[2].
- Le pommeau d'une canne provenant probablement du viatique funéraire du grand prêtre. Cet objet qui donne les deux principaux titres religieux de Ptahemhat est actuellement conservé au Rijksmuseum van Oudheden de la ville de Leyde.
- Le bouchon d'un vase probablement de la même provenance et qui porte l'empreinte circulaire du grand sceau du grand prêtre. Cet objet est conservé au Musée du Louvre[3].

La renommée de Ptahemhat a été transmise de génération en génération. Il apparaît en effet sur un relief provenant probablement du tombeau d'un autre grand prêtre de Ptah et qui a fait figurer sur une paroi les personnalités célèbres du pays parmi lesquelles on trouve cinq vizirs ainsi que sept autres grands prêtres de Ptah. 
Ptahemhat est également cité dans la généalogie des grands prêtres ou stèle d'Ânkhefensekhmet, comme ayant été le grand prêtre de Ptah sous le règne d'Horemheb.

## Sépulture

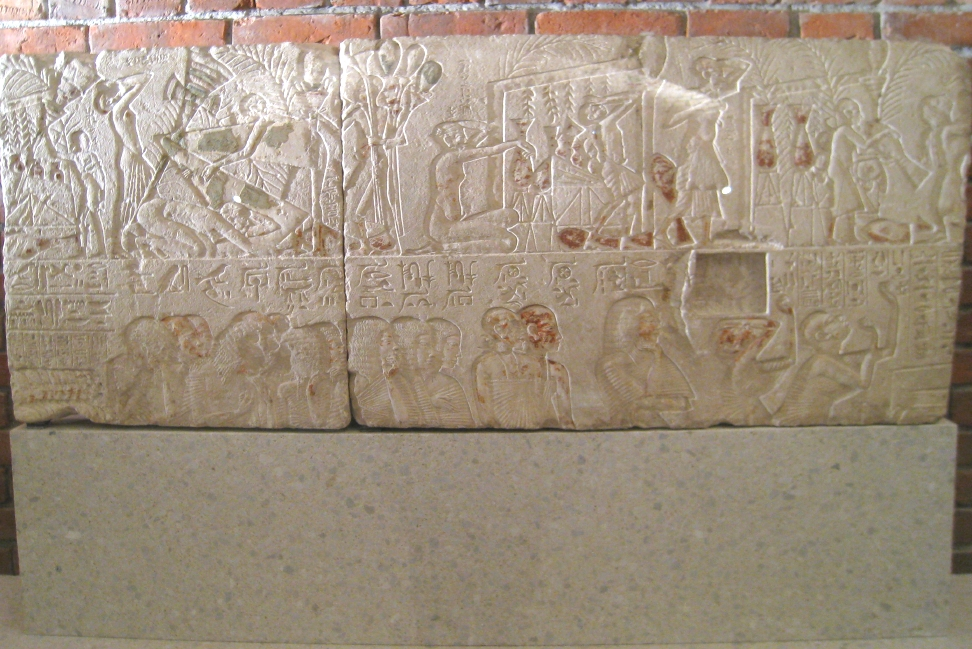
Relief de la tombe de Ptahmehat Ty représentant ses funérailles - Musée égyptien de Berlin

Comme la plupart des tombeaux des grands prêtres de Ptah, celui de Ptahemhat est certainement situé dans la grande nécropole du Nouvel Empire de Saqqarah. 
Les tombeaux à cette époque étaient de vrais monuments entièrement dédiés au culte funéraire des défunts. Ils comprenaient deux structures superposées, constituées d'un ensemble cultuel en surface et du tombeau proprement dit, creusé en dessous, et auquel on accédait au bout de galeries s'enfonçant dans le sol par paliers reliés à la surface par des escaliers et un ou plusieurs puits.
La superstructure était l'aspect le plus monumental de l'ensemble. La chapelle de culte possédait le plus souvent à Memphis un plan en trois salles alignées en façade auxquelles on accédait par un portique ou bien pour les personnalités plus aisées par une antichambre à colonnes. 
Cette chapelle était surmontée par une petite pyramide inscrite notamment sur la face orientale de son pyramidion des noms et qualités du propriétaire, accompagnés parfois de ceux de sa famille. Devant cette chapelle tripartite qui abritait stèle funéraire, table d'offrande et statue du défunt, se trouvait une cour à portique dont l'entrée était dominée par un pylône égyptien. Selon l'importance du personnage ce dispositif se répétait transformant alors l'ensemble en un véritable petit temple funéraire. 
Construits en brique crue les murs étaient chemisés de plaques de calcaire sur lesquelles étaient sculptées des scènes de la vie du défunt et notamment les principales étapes de sa carrière, ainsi que de sa mise au tombeau.
Nul doute que Ptahemhat possédait un monument aussi développé et ainsi orné de reliefs de qualités.
Un de ces bas-reliefs qui ornait l’un des murs de ce tombeau et de sa chapelle de culte est conservé au musée de Berlin. Bien que le nom de Ptahemhat n'y apparaisse pas car la paroi exposée n'est conservée que partiellement, ce relief lui est attribué sur la foi du nom de son fils, Say, prêtre et père divin de Bastet qui a déjà dédicacé une stèle à son père, dont la provenance pourrait être ce tombeau également.
La scène qui subsiste sur ce relief représente les funérailles du grand prêtre à un moment particulier où le sarcophage du défunt est présenté pour l'accomplissement de cérémonies et de rites destinés à le préparer pour son dernier voyage. Toute une assemblée de dignitaires assiste à cette scène. Parmi les personnalités de haut rang qui suivent directement les deux fils de Ptahemhat, éplorés, on remarque la présence des deux vizirs, du grand prêtre d'Héliopolis, d'un prêtre-sem et surtout en tête de ce cortège devant les vizirs, d'un général en chef et prince héréditaire qui ne peut être qu'Horemheb représenté avant son accession au trône d'Horus.
On notera sur ce relief l'absence de représentation d'un dignitaire pouvant être Aÿ ce qui est peut-être une indication chronologique.
Le registre supérieur de ce relief comprend des scènes rituelles caractéristiques des funérailles égyptiennes antiques. Des dais garnis d'offrande ont été disposés et abritent de grandes poteries en céramique rouge que les serviteurs de Ptahemhat vont briser au sol en se lamentant.
On retrouve ces dais et ces mêmes poteries brisées sur un relief provenant de la tombe de Maya, contemporain de Ptahemhat, où ils sont figurés au-dessus d'un cortège de personnages amenant le mobilier funéraire et ornant les statues du défunt, l'ensemble traîné derrière le sarcophage. 
Un autre relief également conservé à Berlin, présente une scène similaire dans une grande cour dotée de colonnades. On y voit un groupe de dignitaires parmi lesquels figurent une nouvelle fois les deux vizirs. Elle représente une autre étape des cérémonies pratiquées à cette époque soit dans un temple de la cité avant la procession vers la nécropole soit encore dans la cour du propre monument funéraire du dignitaire défunt. 
Ces scènes peuvent très bien succéder ou précéder celle de Ptahemhat dans les nombreux rituels pratiqués autour de la mise au tombeau.